# Kreuzkapelle (Sulzfeld am Main)

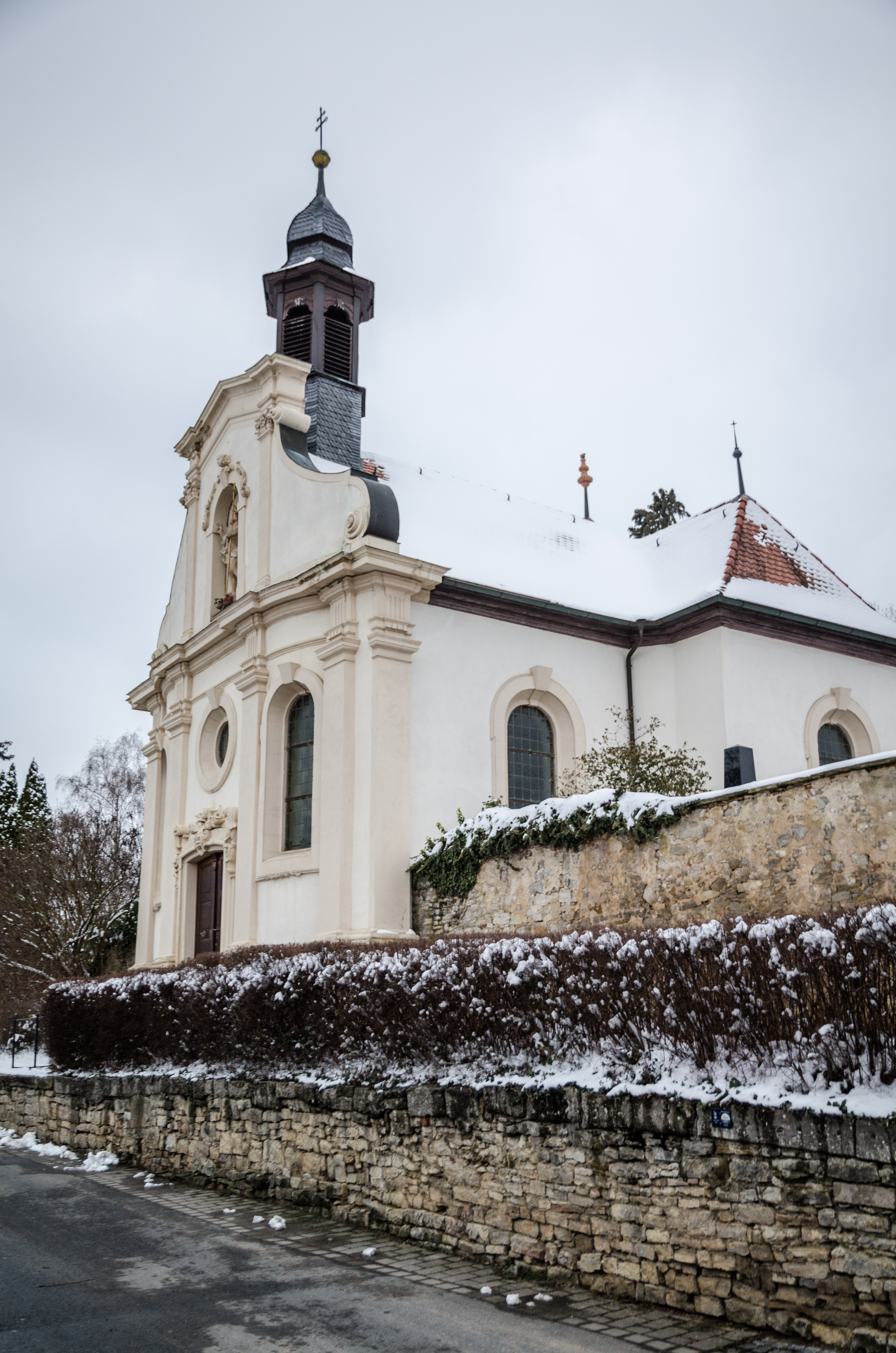
Die Kapelle am Rande des Friedhofs

Die Kreuzkapelle im unterfränkischen Sulzfeld am Main, Landkreis Kitzingen, ist ein kleines katholisches Gotteshaus. Sie steht an der Erlacher Straße außerhalb der Altstadt in der Nähe des Friedhofs und gehört zum Dekanat Kitzingen.

## Geschichte
Die Geschichte der Kreuzkapelle beginnt mit einer Stiftung von 2000 Gulden der Sulzfelderin Elisabeth Behr am 23. November 1729 zur Errichtung einer Friedhofskapelle. Allerdings konnte erst im Jahr 1748 durch den Kitzinger Baumeister Johann Anton Schumm mit dem Bau begonnen werden.  Im Jahr 1752 wurde die Kapelle fertiggestellt. Die Weihe nahm der Würzburger Weihbischof Daniel von Gebsattel am 9. September 1753 vor.
Die Kapelle wurde im Stil des Hofarchitekten Balthasar Neumann, angelehnt an die gleichnamige Kreuzkapelle in Kitzingen-Etwashausen geplant. In den Jahren 1899 und 1900 nahm man eine umfassende Renovierung am Gotteshaus vor. Bei einer Innenerneuerung im Jahr 1952 wurde das Dach der Kapelle erneuert. 1987/1988 erfolgte wiederum eine Gesamterneuerung. Die Kapelle steht als Baudenkmal unter besonderem Schutz.

## Architektur
Die Kapelle in Form eines Kreuzes besitzt einen eingezogenen Chor, das Langhaus hat eine Fensterachse. Oberhalb der Fassade wurde ein kleiner Dachreiter aufgesetzt. Die Fassade  im Stil des Barock ist mit Pilastern gegliedert. Außerdem brachte man Volutengiebel an. Aus der ersten Hälfte des 18. Jahrhunderts stammt eine Figur des auferstandenen Christus in einer Nische der Fassade.

## Ausstattung
Das älteste Ausstattungselement der Kreuzkapelle ist ein Sandsteinrelief von 1596 an der Rückseite des Altars, das die Kreuzigung Christi zeigt. Der Altar kam im Jahr 1899 in die Kirche und wurde von den Gebrüdern Feile aus Würzburg geschaffen. Den Mittelpunkt bildet die Pietà unter dem Kreuz, seitlich sind Reliefs und mehrere Anbetungsengel angebracht. Ältestes Element des Altars ist die Mensa. Der ehemalige Altar von Reiner Wirl verbrannte 1945 im Luitpoldmuseum in Würzburg.

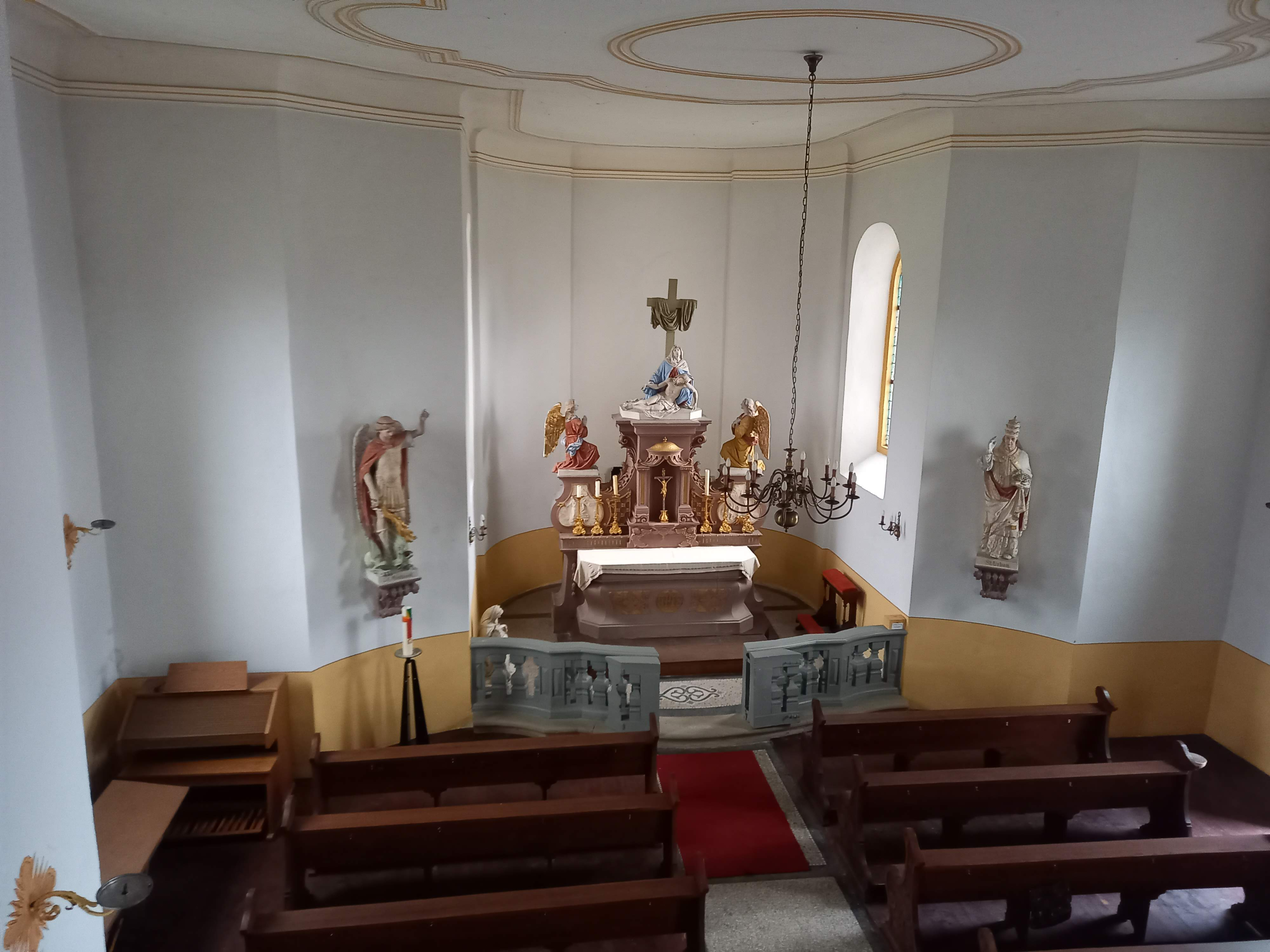
Innenraum

Eine Gedenktafel verweist auf die ehemaligen Sulzfelder Pfarrer. Ein Grabstein für den Pfarrer Valentin Luckert von Kronungen ehrt einen der Söhne der Gemeinde. Er starb 1922. Die Fenster im Chor sind mit Glasgemälden des Münchner Künstlers Franz Xaver Zettler ausgestattet. Zwei Figuren im Langhaus zeigen die Heiligen Urban und Michael, beide wurden Ende des 19. Jahrhunderts geschaffen. Die Decke ist einfach stuckiert. 1953 brachte die Firma Lotter aus Bamberg zwei Glocken im Dachreiter an.